# Bergungsdienst

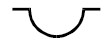
Taktisches Zeichen für den Bergungsdienst

Der Bergungsdienst des Zivil- und Katastrophenschutzes ist der Nachfolger des Luftschutz-Bergungsdienstes.

## Funktion
Der Bergungsdienst (BDi) ist ein Fachdienst des Katastrophenschutzes, der fast ausschließlich vom Technischen Hilfswerk (THW), in wenigen Ausnahmefällen auch von der Feuerwehr, wahrgenommen wird. Seine Aufgaben sind die Rettung von Menschen und Tieren aus besonders schweren Situationen sowie die Bergung von Sachwerten, die bei einem Unglück bzw. einer Großkatastrophe in Mitleidenschaft gezogen worden sind.

## Aufbau
Das Rückgrat des Bergungsdienstes waren die Bergungszüge nach Maßgabe des Bundes. Hiervon gab es zwei Arten: den Bergungszug mit und den ohne Bergungsräumgruppe (BRmGr). Erstere umfassten 50, letztere 38 Einsatzkräfte. Einige Züge erhielten eine zusätzliche Ausstattung, wobei es Sonderausstattungen W 1 (Schlauchbootausstattung), W 2 (Mehrzweckbootausstattung) und Sp (Sprengaustattung) gab. Ein vierköpfiger Zugtrupp, der einen Zugtruppkraftwagen und ein Melderkrad besaß, zwei Bergungsgruppen (BGr; mit je einem Mannschaftskraftwagen und unter Umständen einem Anhänger mit ein oder zwei Booten) und eine Gerätegruppe (mit Gerätekraftwagen, einem Kipper und einem weiteren Lkw für das Rohrbaugerüst) waren allen Bergungszügen gemein. Bergungsräumgruppen umfasste je 12 Personen und führten unter anderem Bagger und Kipper mit. Ein Bergungszug wurde BZ abgekürzt. Diese Maßgaben sind inzwischen zurückgezogen worden. Heute übernehmen primär die Technischen Züge des Technischen Hilfswerks entsprechende Aufgaben.

## Aufgaben
Die Mitarbeiter des Bergungsdienstes kümmern sich um angeschlagene Gebäude (z. B. nach einem Unwetter), teilzerstörte Gebäude (z. B. nach einer Gas-Explosion), total zerstörte Gebäude (z. B. Großkatastrophen bzw. im Verteidigungsfall), verschüttete und verletzte Personen und Tiere, Massenkarambolagen auf Verkehrswegen, Schäden an Straßen und Brücken, die durch ein Unglück beschädigt worden sind und vom Hochwasser Eingeschlossene.
Zu den Aufgaben zählen auch die Erkundung der Schadenslage, Absuchen der äußeren Trümmer an Gebäuden nach verschütteten und verletzten Personen, Durchsuchen von Gebäuden nach verschütteten, eingeschlossenen und verletzten Personen, Orten von tieferliegenden und schwer verschütteten Personen mittels Rettungshunden, speziellen Kameras und Hörgeräten. Der Abtransport der geretteten Personen aus dem Schadensgebiet sowie die Übergabe an den Rettungs- bzw. Sanitätsdienst, das Räumen der Schadensstelle mittels Räumgeräten (Bagger, Krane usw.), der Bau von Behelfsstegen und Brücken an Land und am Wasser (D-Brücke und Bailey-Brücke), die Übersetzung von Verletzten und von Einsatzkräften mittels Pontonfähren und Booten, der provisorische Bau von Straßen und Wegen, das Abstützen, Aussteifen und Abtragen von einsturzgefährdeten Gebäuden, die Durchführung von Sprengarbeiten sowie die Leistung „Erster-Hilfe“ im Schadensraum gehören ebenfalls zum Aufgabenbereich.